# Garde nationale républicaine (Italie)
Pour les articles homonymes, voir Garde nationale républicaine.
La Garde nationale républicaine (en italien GNR, Guardia Nazionale Repubblicana) fut une force armée puis une arme instituée en Italie par le gouvernement fasciste républicain le 8 décembre 1943 « avec fonction de police interne et militaire ».

## Historique

Insigne de col avec le double "M" de la Garde nationale républicaine

Elle naquit de la volonté de Renato Ricci, ex-président d'abord de l’Opera Nazionale Balilla, puis converti dans la Gioventù Italiana del Littorio et enfin, dans la période de la République sociale italienne, dans la Milice volontaire pour la sécurité nationale (MVSN). La GNR était destinée à remplacer et englober les carabiniers royaux, la MVSN et ses milices spéciales (ferroviaires, portuaires, etc.) et la Police de l'Afrique italienne (PAI), afin qu'elle occupe leurs fonctions dans la République sociale italienne. La GNR se composa de cinq régiments de milice de défense territoriale en Vénétie julienne et des Fiamme Bianche. En 1944, les compagnies autonomes furent incorporés dans une division anti-parachutiste et contre-aérienne - l'Etna - composée aussi de recrues très jeunes.
La GNR était destinée aux travaux propres aux carabiniers (ordre public et contrôle du territoire) et de la milice. Elle fut engagée dans la guerre civile et donc employée contre la résistance italienne et contre le banditisme commun. Certaines de ses compagnies furent utilisées, sous commandement allemand, sur le front contre les Alliés. Pendant la guerre civile, elle fut à l'acteur de nombreuses représailles et s'entacha de crime de guerre contre la population civile, parmi lesquels les massacres de Montemaggio, de Scalvaia et de Maiano Lavacchio, et en coopérant avec les forces armées allemandes dans de nombreux cas comme à Vallucciole et a Stia.
À la fin de la guerre, plusieurs centaines de membres de la GNR furent tués par les partisans italiens et yougoslaves.

## Sources
- (it) Cet article est partiellement ou en totalité issu de l’article de Wikipédia en italien intitulé « Guardia Nazionale Repubblicana » (voir la liste des auteurs).